# Шчирк
Шчирк (пољ. Szczyrk) је град у Пољској у Војводству Шлеском у Повјату bielski. Према попису становништва из 2011. у граду је живело 5.801 становника.

## Становништво
Према прелиминарним подацима са пописа, у граду је 2011. живело 5.801 становника.
| 2002. | 2011. | 2012. |
| ----- | ----- | ----- |
| 5.701 | 5.801 | 5.760 |